# Villers-le-Sec (Marne)
Villers-le-Sec ist eine französische Gemeinde im Département Marne in der Region Grand Est. Sie hat eine Fläche von 5,89 km² und 109 Einwohner (2022).

## Geografie
Die Gemeinde Villers-le-Sec liegt zwischen den Flüssen Vière und Chée, etwa 23 Kilometer nordöstlich von Vitry-le-François. Umgeben wird Villers-le-Sec von den Nachbargemeinden Vernancourt im Norden, Bettancourt-la-Longue im Nordosten, Alliancelles im Südosten sowie Heiltz-le-Maurupt im Südwesten und Westen.

## Weblinks

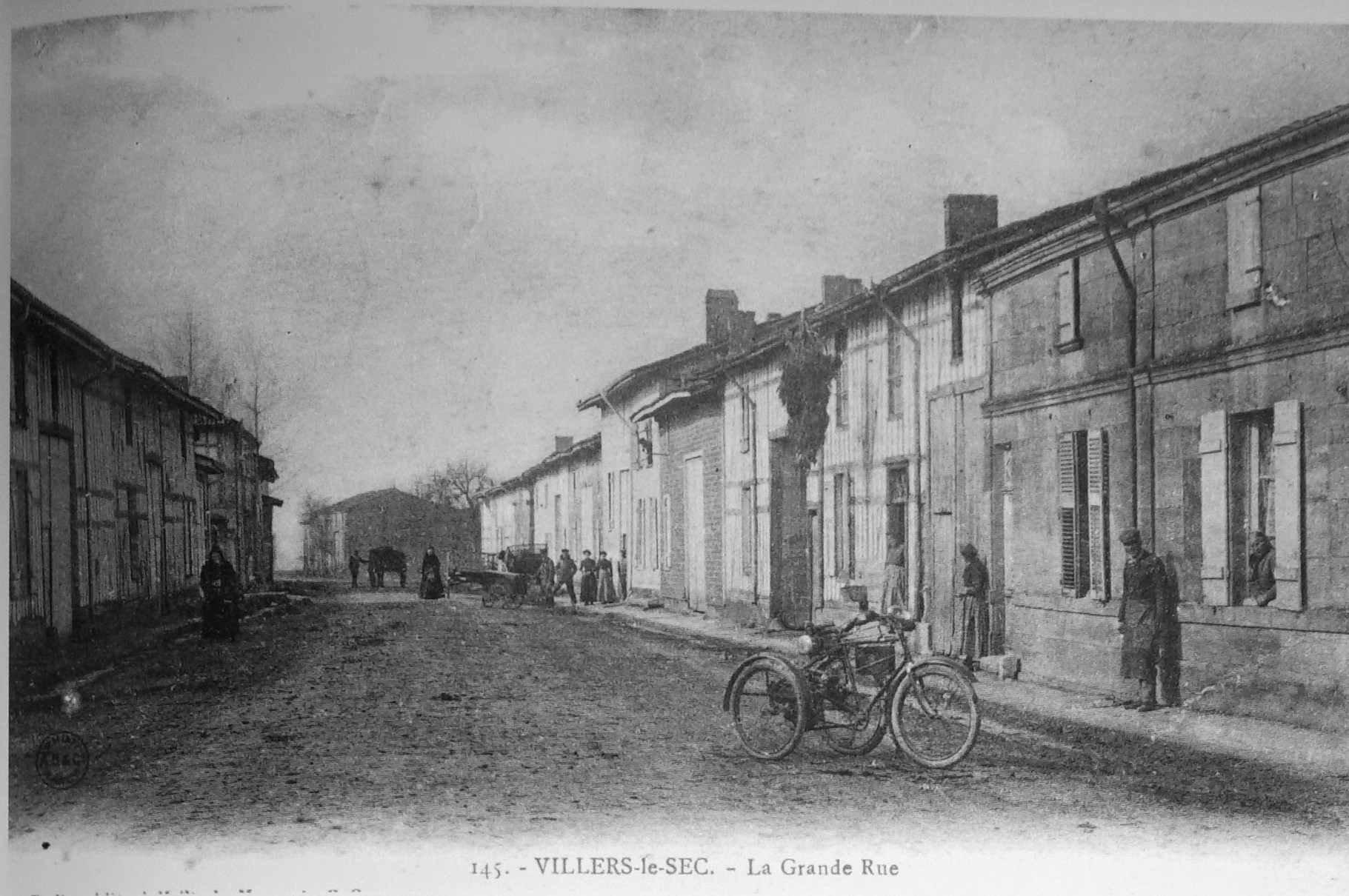
Ortsansicht 1904

## Bevölkerungsentwicklung
| Jahr                       | 1962 | 1968 | 1975 | 1982 | 1990 | 1999 | 2004 | 2009 | 2018 |
| -------------------------- | ---- | ---- | ---- | ---- | ---- | ---- | ---- | ---- | ---- |
| Einwohner                  | 133  | 120  | 121  | 114  | 118  | 97   | 102  | 99   | 114  |
| Quellen: Cassini und INSEE |      |      |      |      |      |      |      |      |      |